# 脇谷軟魚
脇谷軟魚（学名：Malakichthys wakiyae），又名大面側仔，为輻鰭魚綱鱸形目鱸亞目發光鯛科軟魚屬下的一个种，分布於西北太平洋日本、中國東海及臺灣海域，深度200公尺，體長可達15公分，以小型甲殼類及魚類為食，生活習性不明。